# Lynsted
Lynsted är en ort i grevskapet Kent i sydöstra England. Orten ligger i distriktet Swale samt i civil parishen Lynsted with Kingsdown, cirka 5 kilometer sydost om Sittingbourne och cirka 7 kilometer väster om Faversham. Tätorten (built-up area) hade 316 invånare vid folkräkningen år 2021.